# Aster limonifolius
Aster limonifolius là một loài thực vật có hoa trong họ Cúc. Loài này được (Less.) B.Fedtsch. mô tả khoa học đầu tiên năm 1915.